# 妹妹進入女騎士學園就讀，不知為何成為救國英雄的人竟是我。
《妹妹進入女騎士學園就讀，不知為何成為救國英雄的人竟是我。》是ラマンおいどん著作的輕小說，2021年連載於KAKUYOMU、漫畫版由萩原エミリオ繪畫，於2023年11月號至2025年3月號連載於《月刊Comic Alive》。本作於2022年的第七回KAKUYOMU網路小說大賽中获得「異世界奇幻部門」特別賞。

## 劇情
本作主人公是在全班以第一名成績通過考試的少女騎士鈴葉的哥哥。鈴葉在與高級生的決鬥中失敗會說「我的哥哥比我強得多」。出於某種原因，鈴葉的哥哥決定與高年級生決鬥。與妹妹相比，自卑的哥哥認為自己很普通，只有家務技能，不願意去決鬥，但沒有意識到自身的能力卻是非常驚人。哥哥認為他的對手對他太好了，但貴族女騎士楪在看到他的能力的後迷上了他。

## 登場人物
以下為有聲漫畫版的聲優。

### 主要人物
哥哥
本作主角。被妹妹吹噓比妹妹還強，但自認為自身只是個普通百姓。
鈴葉（聲：日高里菜）
主人公的妹妹、最強女騎士。
楪（聲：古賀葵）
公爵千金的女騎士兼學生會會長。

## 出版書籍

### 輕小說
| 卷數 | 富士見Fantasia文庫 | 富士見Fantasia文庫     | 台灣角川       | 台灣角川               |
| 卷數 | 發售日期           | ISBN                   | 發售日期       | ISBN                   |
| ---- | ------------------ | ---------------------- | -------------- | ---------------------- |
| 1    | 2022年9月16日      | ISBN 978-4-040-74731-6 | 2023年10月6日  | ISBN 978-6-263-78052-1 |
| 2    | 2023年1月20日      | ISBN 978-4-040-74844-3 | 2024年1月15日  | ISBN 978-6-263-78407-9 |
| 3    | 2023年5月19日      | ISBN 978-4-040-74977-8 | 2024年7月24日  | ISBN 978-6-264-00222-6 |
| 4    | 2023年10月20日     | ISBN 978-4-040-75142-9 | 2024年11月27日 | ISBN 978-6-264-00802-0 |
| 5    | 2024年3月19日      | ISBN 978-4-040-75341-6 |                |                        |
| 6    | 2024年9月20日      | ISBN 978-4-040-75618-9 |                |                        |

### 漫畫
| 卷數 | KADOKAWA      | KADOKAWA               |
| 卷數 | 發售日期      | ISBN                   |
| ---- | ------------- | ---------------------- |
| 1    | 2024年2月28日 | ISBN 978-4-048-11266-6 |
| 2    | 2024年9月28日 | ISBN 978-4-048-11312-0 |

## 外部連結
- Comic Walker （页面存档备份，存于）（日語）
- KAKUYOMU （页面存档备份，存于） -小說（日語）